# 堀江湛
堀江 湛（ほりえ ふかし、1931年7月23日 - 2020年11月22日）は、日本の政治学者。慶應義塾大学名誉教授。尚美学園大学元学長。政策研究フォーラム名誉顧問。専門は政治学。

## 略歴
山口県生まれ。都立四中、陸軍幼年学校を経て、終戦後の1952年に慶應義塾大学法学部政治学科に入学。1956年、慶應義塾大学法学部政治学科卒業。1958年同大学院法学研究科修士課程修了。1958年法学部副手、1961年同大学産業研究所研究員、法学部助手、1964年助教授を経て、1971年に同教授。1977年慶應義塾常任理事（- 1981年）、1985年法学部長（- 1993年）を務めた。1997年に同大学を退職。杏林大学社会科学部客員教授・武蔵野大学常任理事の後、2000年に尚美学園大学学長に就任し、2期8年務めた。
選挙の分析で知られ、日本選挙学会・日本法政学会・日本政治学会で理事長を歴任。選挙制度審議会第一委員長・地方分権推進委員会委員長代理などの公職も経験した。また民社党のブレーンとしても活動し、民主社会主義研究会議理事などを経て、民社研が政策研究フォーラムに改組された後に理事長となる。

## 門下生
- 小林良彰
- 岩井奉信
- 加藤秀治郎
- 大沢秀介
- 橋本五郎
- 笠原英彦
- 岩渕美克
- 富崎隆
- 谷口尚子
- 真下英二

## 著書

### 単著
- 『現代の政治生活』（放送大学教育振興会, 1987年）

### 共著
- （政治改革コロキアム）『連立政権の政治学――ポスト55年体制の政権形態』（PHP研究所, 1994年）

### 編著
- 『政治学のことば』（日本放送出版協会, 1980年）
- 『新しい政治社会システム』（芦書房, 1984年）
- 『情報化社会とマスコミ』（有斐閣, 1988年）
- 『政治改革と選挙制度』（芦書房, 1993年）
- 『現代の政治学（1）日本の選挙と政党政治』（北樹出版, 1997年）
- 『現代の政治学（2）日本の公共政策と中央地方関係』（北樹出版, 1998年）
- 『現代の政治学（3）比較政治学と国際関係』（北樹出版, 1998年）
- 『政治学・行政学の基礎知識』（一藝社, 2004年）

### 共編著
- （岩男寿美子）『都民の選択――参院選の意識調査』（慶應通信, 1977年）
- （飯坂良明）『ワークブック政治学』（有斐閣, 1979年）
- （池井優）『日本の政党と外交政策――国際的現実との落差』（慶應通信, 1980年）
- （富田信男・上條末夫）『政治心理学』（北樹出版, 1980年）
- （飯坂良明）『議会デモクラシー――現代政治の危機と再生』（学陽書房, 1981年）
- （富田信男）『選挙とデモクラシー』（学陽書房, 1982年）
- （岡沢憲芙）『現代政治学』（法学書院, 1982年／新版, 1997年／第２版, 2002年）
- （花井等）『政治学の方法とアプローチ』（学陽書房, 1984年）
- （富田信男）『危機とデモクラシー』（学陽書房, 1985年）
- （梅村光弘）『投票行動と政治意識』（慶應通信, 1986年）
- （笠原英彦）『国会改革の政治学――議会デモクラシーの復権』（PHP研究所, 1995年）
- Future Challenges of Local Autonomy in Japan, Korea, and the United States: Shared Responsibilities between National and Sub-national Governments, co-edited with Masaru Nishio, (NIRA, 1997).

### 訳書
- C・ティリー『政治変動論』（芦書房, 1984年）